# Mena Suvari
Mena Adrienne Suvari (13 de febrer de 1979, Newport, Rhode Island) és una actriu estatunidenca d'ascendència estoniana i grega, coneguda sobretot pel seu paper a American Beauty (1999) i per la seva participació en les dues primeres pel·lícules de la saga American Pie.

## Biografia

### Infància i joventut
Va néixer a la ciutat de Newport, a l'estat de Rhode Island, als Estats Units. La seva mare, Candice, té ascendència grega i treballa d'infermera. El seu pare, Ando Süvari, és un psiquiatra amb ascendència estoniana. Té tres germans, un dels quals és membre de l'exèrcit dels Estats Units.
La família es va mudar a la ciutat de Charleston, a Carolina del Sud, on els seus tres germans es van inscriure al col·legi militar The Citadel. Ella va anar a l'escola Ashley Hall a Charleston i anys més tard va anar al col·legi Providence High School, a Burbank, Califòrnia; es va graduar el 1997.
Quan tenia dotze anys va començar la carrera de model, i va aparèixer en un anunci comercial per a “Rice-A-Roni”, una marca d'arròs americana. Va ser seleccionada per l'agència de models Wihelmina Models de Nova York, on va treballar durant cinc anys, fins que va entrar en el món del cinema.

### Carrera cinematogràfica

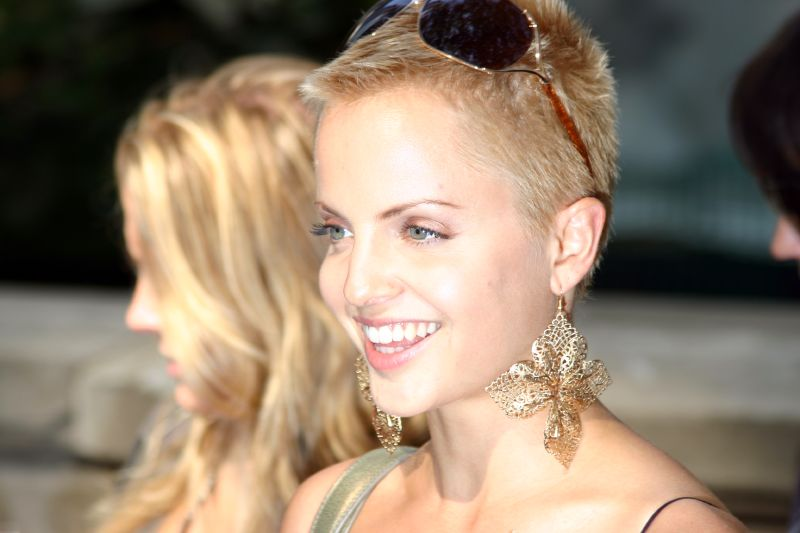
Mena Suvari a la setmana de la moda de Mercedes-Benz a Nova York, 2007

Als 16 anys va aparèixer en sèries de televisió, com Boy Meets World i ER. El 1999, Mena Suvari va protagonitzar Atomic Train, l'aclamada American Beauty i la popular American Pie. Després va intervenir en pel·lícules com Loser (2000), The Musketeer (2001), Spun (2002). Ha protagonitzat alguna polèmica com certes imatges amb contingut sexual a la seva pel·lícula Stuck (2007), del director Stuart Gordon, una pel·lícula de sèrie B realitzada per a la pantalla petita.
Es va casar el 18 de març del 2000 amb el director de fotografia alemany Robert Brinkmann, 17 anys més gran que ella. Aquest matrimoni es va trencar legalment el 24 d'abril del 2005, al·legant diferències irreconciliables, i es van divorciar al maig del mateix any.
A l'octubre del 2008 va anunciar la seva boda pel 2010 amb el productor musical Simone Sestito. En unes declaracions, va assegurar que el fet de conèixer a Simone la va ajudar a superar el seu divorci amb Brinkmann. La parella es va separar l'any 2012.
Suvari ha participat en el torneig World Poker Tour del Hollywood Home Games amb l'objectiu de recollir fons per a l'associació caritativa Starlight Children's Foundation.

## Filmografia

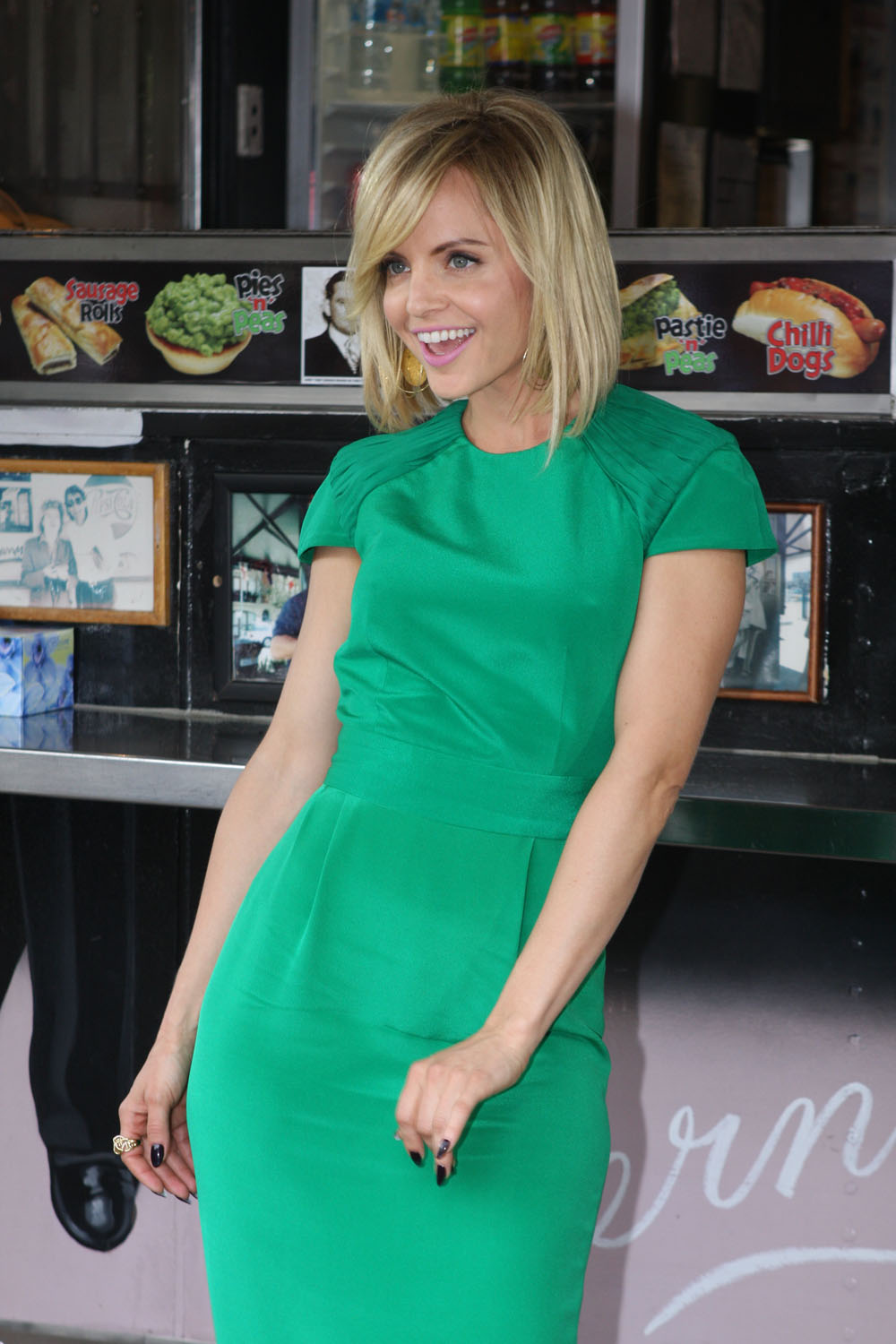
Mena Suvari durant l'estrena d'American Reunion al maig del 2012.

### Cinema
- Kiss the Girls (1997) - Coty Pierce
- Snide and Prejudice (1997) - Geli Raubal
- Nowhere (1997) - Zoe
- Slums of Beverly Hills (1998) - Rachel Hoffman
- American Beauty (1999) - Angela Hayes
- American Pie (1999) - Heather
- Carrie: la ira (1999) - Lisa Parker
- Atomic Train (1999) - Grace Seger
- Un perdedor amb sort (Loser) (2000) - Dora Diamond
- American Virgin (2000) - Katrina Bartalotti
- the Musketeer (2001) - Francesca Bonacieux
- American Pie 2 (2001) - Heather
- Sugar & Spice (2001) - Kansas Hill
- Spun (2002) - Cookie
- Sonny (2002) - Carol
- Trauma  (2004) - Charlotte
- Standing Still (2004) - Lana
- Dangerous Parking (2005) - Kirstin
- Edmond (2005) - Prostituta
- Brooklyn Rules (2005) - Ellen
- Rumor Has It... (2005) - Annie
- Domino (2005) - Kimmie
- Beauty Shop (2005) - Joanne
- Caffeine (2006) - Vanessa
- The Dog Problem (2006)
- Final Fantasy VII: Advent Children (2006) - Aerith Gainsborough (veu)
- Stuck (2007) - Brandi Boski
- Sex and Lies in Sin City (2008) - Sandy Murphy
- Day of the Dead (2008) - Sarah Bowman
- No Surrender (2011) - Amelia
- You May Not Kiss the Bride (2011) - Tonya
- The Knot (2012) - Sarah
- American Reunion (2012) - Heather
- Don't Blink (2014) - Tracy
- The Opposite Sex (2014) - Jane
- Badge of Honor (2015) - Jessica Dawson
- Becks (2017) - Elyse

### Televisió
- Boy Meets World (1995-1996)- Laura/Hilary
- ER (1996) - Laura-Lee Armitage
- Minor Adjustments (1996) -Emily
- High Incident (1996-1997) - Jill Marsh
- 413 Hope St. (1997) - Crystal
- Chicago Hope (1997) - Ivy Moore
- Atomic Train (1999) - Grace Seger
- Saturday Night Live (2001) - Convidat
- Six Feet Under (2004) - Edie
- Psych (2010) - Allison S5E16
- American Horror Story (2011) - Elizabeth Short/Black Dahlia
- Chicago Fire (2013) - Isabelle Thomas
- South of Hell (2015) - Maria Abascal/Abigail

### Altres
- Kingdom Hearts II (2006) (Videojoc) - Aerith Gainsborough

## Premis i nominacions
| Any  | Associació                      | Categoria                               | Title of work   | Resultat   |
| ---- | ------------------------------- | --------------------------------------- | --------------- | ---------- |
| 1999 | Online Film Critics Society     | Millor repartiment                      | American Beauty | Guanyadora |
| 2000 | Young Hollywood Awards          | Millor muntatge                         | American Pie    | Guanyadora |
| 2000 | Screen Actors Guild             | Millor interpretació                    | American Beauty | Guanyadora |
| 2000 | Premis BAFTA                    | Millor actriu secundària                | American Beauty | Nominada   |
| 2005 | 11th Screen Actors Guild Awards | Millor interpretació en sèrie dramàtica | Six Feet Under  | Nominada   |